# Cylindromyia pacifica
Cylindromyia pacifica là một loài ruồi trong họ Tachinidae.